# 礼山
礼山，满洲正白旗人，是一名清朝政治人物。监生出身。
礼山曾于1735年接替王澄慧任苏松道道员一职，由崔琳接任。